# Karl-Heinz Best
Karl-Heinz Best (* 28. Januar 1943 in Koblenz) ist ein deutscher Sprachwissenschaftler, der an der Universität Göttingen tätig war.

## Leben
Best studierte von 1964 bis 1966 zunächst an der Universität Bonn Allgemeine Sprachwissenschaft und Germanistik, von 1966 bis 1971 studierte er an der Ruhr-Universität Bochum mit dem Schwerpunkt Allgemeine Sprachwissenschaft, Germanistik und Skandinavistik. Er war studentische Hilfskraft am Sprachwissenschaftlichen Institut der Ruhr-Universität. 1971 promovierte er in Bochum. Von 1971 bis 1974 war er Wissenschaftlicher Assistent in Bochum.
Seit 1974 war er zunächst Wissenschaftlicher Assistent, dann Akademischer Rat und Akademischer Oberrat an der Universität Göttingen. Best ist im Ruhestand.

## Arbeitsschwerpunkte
Seine Arbeitsschwerpunkte sind die Quantitative Linguistik (mit Anwendung auf Deutsch und nordgermanische Sprachen), außerdem Graphie, Morphologie, Spracherwerb und Sprachwandel, Entlehnungsprozesse (Fremdwörter/Lehnwörter), Verständlichkeitsforschung und die Geschichte der Quantitativen Linguistik. Er arbeitet bei den Göttinger und Halleschen Tagungen zum Thema Wissenstransfer (Transferwissenschaften) mit und ist Mitherausgeber der Zeitschrift Glottometrics, Mitglied im Editorial Board der Zeitschrift Göttinger Beiträge zur Sprachwissenschaft und Leiter des Göttinger Projekts Quantitative Linguistik. Sein Werk umfasst mehrere Bücher, über 200 Aufsätze, Rezensionen und Vorträge und über 100 Buchanzeigen in der Zeitschrift Germanistik.

## Veröffentlichungen
- Probleme der Analogieforschung (= Societas Linguistica Europaea [Hrsg]: Commentationes Societatis Linguisticae Europaeae. Band 6). Hueber, München 1973, DNB 730252728 (Zugleich: Bochum, Universität, Abt. für Philologie, Diss. 1971).
- Karl-Heinz Best, Jörg Kohlhase (Hrsg.): Exakte Sprachwandelforschung. herodot, Göttingen 1983, ISBN 3-88694-024-1.
- (Hrsg.): The Distribution of Word and Sentence Length (= Glottometrika. Band 16; Quantitative linguistics. Vol. 58). Wissenschaftlicher Verlag Trier, Trier 1997, ISBN 3-88476-276-1 (Beiträge teilw. deutsch, teilw. englisch).
- (Hrsg.): Häufigkeitsverteilungen in Texten. Peust & Gutschmidt, Göttingen 2001, ISBN 3-933043-08-5.
- Quantitative Linguistik. Eine Annäherung. 2001. 3. Auflage: Peust & Gutschmidt, Göttingen 2006, ISBN 3-933043-17-4.  (Rezension: Heike Zinsmeister, in: Zeitschrift für Rezensionen zur germanistischen Sprachwissenschaft 2, 2010, S. 25–31. https://kops.uni-konstanz.de/server/api/core/bitstreams/51dba1aa-808c-4c34-b7e3-a9c4664858eb/content)
- History of quantitative linguistics. XIX. August Schleicher (1821–1868). In: Glottometrics. Band 13. RAM-Verlag, 2006, ISSN 1617-8351, S. 73–75 (englisch, Volltext [PDF; 5,2 MB; abgerufen am 16. August 2019] Der Beitrag geht auf Schleichers Bedeutung für die Quantitative Linguistik ein.).
- LinK – Linguistik in Kürze mit einem Ausblick auf die Quantitative Linguistik. Skript. 2002. 5. Ausgabe: RAM, Lüdenscheid 2008.
- Sinismen im Deutschen und Englischen. In: Glottometrics. Band 17. RAM-Verlag, 2008, ISSN 1617-8351, S. 87–93 (Volltext [PDF; 2,5 MB; abgerufen am 16. August 2019]).
- Karl-Heinz Best, Emmerich Kelih (Hrsg.): Entlehnungen und Fremdwörter: Quantitative Aspekte. RAM-Verlag, Lüdenscheid 2014, ISBN 978-3-942303-23-1.
- Ioan-Iovitz Popescu, Karl-Heinz Best, Gabriel Altmann: Unified Modeling of Length in Language (= Studies in quantitative linguistics. Band 16). RAM-Verlag, Lüdenscheid 2014, ISBN 978-3-942303-26-2, urn:nbn:de:101:1-2018090611554274502116 (englisch).
- Studien zur Geschichte der Quantitativen Linguistik. Band 1. RAM-Verlag, Lüdenscheid 2015, ISBN 978-3-942303-30-9.
- Karl-Heinz Best, Otto Rottmann: Quantitative Linguistics, an Invitation. RAM-Verlag, Lüdenscheid 2017, ISBN 978-3-942303-51-4 (englisch). (Review: Jinghui Ouyang & Jingyang Jiang: What Makes a Good Quantitative Linguistics Textbook?, in: Journal of Quantitative Linguistics, 28:1, 2021, S. 39–49.)